# Ryan Rollins
Ryan Anthony Rollins (Detroit, 3 de julho de 2002) é um jogador norte-americano de basquete profissional que atualmente joga no Milwaukee Bucks da National Basketball Association (NBA) e com o Wisconsin Herd da G-League.
Ele jogou basquete universitário pela Universidade de Toledo e foi selecionado pelo Atlanta Hawks como a 44° escolha geral no draft da NBA de 2022.

## Início da vida e carreira no ensino médio
Rollins nasceu e cresceu em Detroit, Michigan. Ele jogou basquete na Dakota High School em Macomb Township, Michigan. Em sua terceira temporada, ele teve médias de 17,1 pontos, sete rebotes, 3,2 assistências e 2,5 roubos de bola, mas perdeu a segunda metade da temporada devido a uma lesão no tendão da coxa. Em sua última temporada, Rollins teve médias de 25,5 pontos, nove rebotes e cinco assistências, sendo selecionado para a Segunda-Equipe do Estado pela Associated Press. Um recruta de três estrelas, ele se comprometeu a jogar basquete universitário pela Universidade de Toledo após a universidade priorizá-lo no início do processo de recrutamento.

## Carreira universitária
Rollins teve um impacto imediato como calouro em Toledo. Ele teve médias de 13,7 pontos, 5,2 rebotes e 2,5 assistências e foi nomeado Calouro do Ano da Mid-American Conference (MAC) depois de ajudar sua equipe a ganhar o título da temporada regular.
Rollins assumiu um papel de liderança em sua segunda temporada. Em 24 de novembro de 2021, ele marcou 35 pontos, o maior número de sua carreira, em uma vitória de 79–70 sobre Coastal Carolina para vencer o Nassau Championship, onde foi nomeado MVP do torneio. Rollins ajudou Toledo a ser bi-campeão da temporada regular da MAC. Em sua segunda temporada, ele teve médias de 18,9 pontos, seis rebotes e 3,6 assistências e foi selecionado para a Primeira-Equipe da MAC.
Em 7 de abril de 2022, Rollins declarou para o draft da NBA de 2022 enquanto mantinha sua elegibilidade universitária. Ele optou por permanecer no draft, abrindo mão de sua elegibilidade universitária restante.

## Carreira profissional

### Golden State Warriors (2022–2023)
No draft da NBA de 2022, Rollins foi selecionado pelo Atlanta Hawks como a 44ª escolha geral. Ele foi posteriormente trocado para o Golden State Warriors em troca dos direitos de draft de Tyrese Martin, a 51ª escolha do draft. Em 28 de julho de 2022, Rollins assinou um contrato de 3 anos e US$4.7 milhões com os Warriors.
Em 6 de fevereiro de 2023, os Warriors anunciaram que Rollins passaria por uma cirurgia para reparar uma fratura no quinto metatarso do pé direito, encerrando sua temporada.

### Washington Wizards (2023–2024)
Em 6 de julho de 2023, Rollins foi negociado, juntamente com Jordan Poole, Patrick Baldwin Jr. e escolhas de draft, para o Washington Wizards em troca de Chris Paul. No entanto, ele foi dispensado em 8 de janeiro de 2024.

### Milwaukee Bucks / Wisconsin Herd (2024–Presente)
Em 21 de fevereiro de 2024, Rollins assinou um contrato de dois anos, com uma cláusula de duas vias, com o Milwaukee Bucks.

## Estatísticas da carreira

### NBA

#### Temporada regular
| Ano      | Equipe       | PJ | PT | MPJ | AP   | 3P    | LL    | RT  | AS  | BR | TO | PPJ |
| -------- | ------------ | -- | -- | --- | ---- | ----- | ----- | --- | --- | -- | -- | --- |
| 2022–23  | Golden State | 12 | 0  | 5.2 | .350 | .333  | 1.000 | 1.0 | .5  | .1 | .1 | 1.9 |
| 2023–24  | Washington   | 10 | 0  | 6.6 | .520 | .667  | .765  | 1.1 | 1.1 | .8 | .3 | 4.1 |
| 2023–24  | Milwaukee    | 3  | 0  | 4.0 | .500 | 1.000 | —     | .7  | 1.0 | .7 | .0 | 1.0 |
| Carreira | Carreira     | 25 | 0  | 5.2 | .456 | .666  | .882  | .9  | .8  | .5 | .1 | 2.3 |

### Universitário
| Ano      | Equipe   | PJ | PT | MPJ  | AP   | 3P   | LL   | RT  | AS  | BR  | TO | PPJ  |
| -------- | -------- | -- | -- | ---- | ---- | ---- | ---- | --- | --- | --- | -- | ---- |
| 2020–21  | Toledo   | 30 | 30 | 30.2 | .431 | .323 | .786 | 5.2 | 2.5 | 1.1 | .1 | 13.7 |
| 2021–22  | Toledo   | 34 | 34 | 32.7 | .468 | .311 | .802 | 6.0 | 3.6 | 1.7 | .3 | 18.9 |
| Carreira | Carreira | 64 | 64 | 31.4 | .449 | .317 | .794 | 5.6 | 3.0 | 1.4 | .2 | 16.2 |

## Prêmios e homenagens
NBA
- Campeão da Copa da NBA: 2024

## Vida pessoal
Em 12 de janeiro de 2024, Rollins foi acusado de sete crimes de furto de pequeno valor após ser pego furtando itens domésticos de uma loja Target Center em várias ocasiões.